# Blanka Nakielná
Blanka Nakielná, coniugata Janálová (26 giugno 1976), è un'ex cestista ceca.

## Carriera
Con la Rep. Ceca ha disputato i Campionati europei del 1995.